# Provincia de Shirak
Shirak ([ʃiˈɾɑk]ⓘ) es una de las provincias de Armenia. Localizada al noroeste del país, entre las fronteras de Turquía y Georgia. La capital es Gyumrí.

## Geografía
Shirak está bordeada por la provincia de Lorri, al este, la provincia de Aragatsótn, al sur, la provincia turca de Kars,  al oeste, y la región de Samtsje-Yavajeti, de Georgia, al norte. 

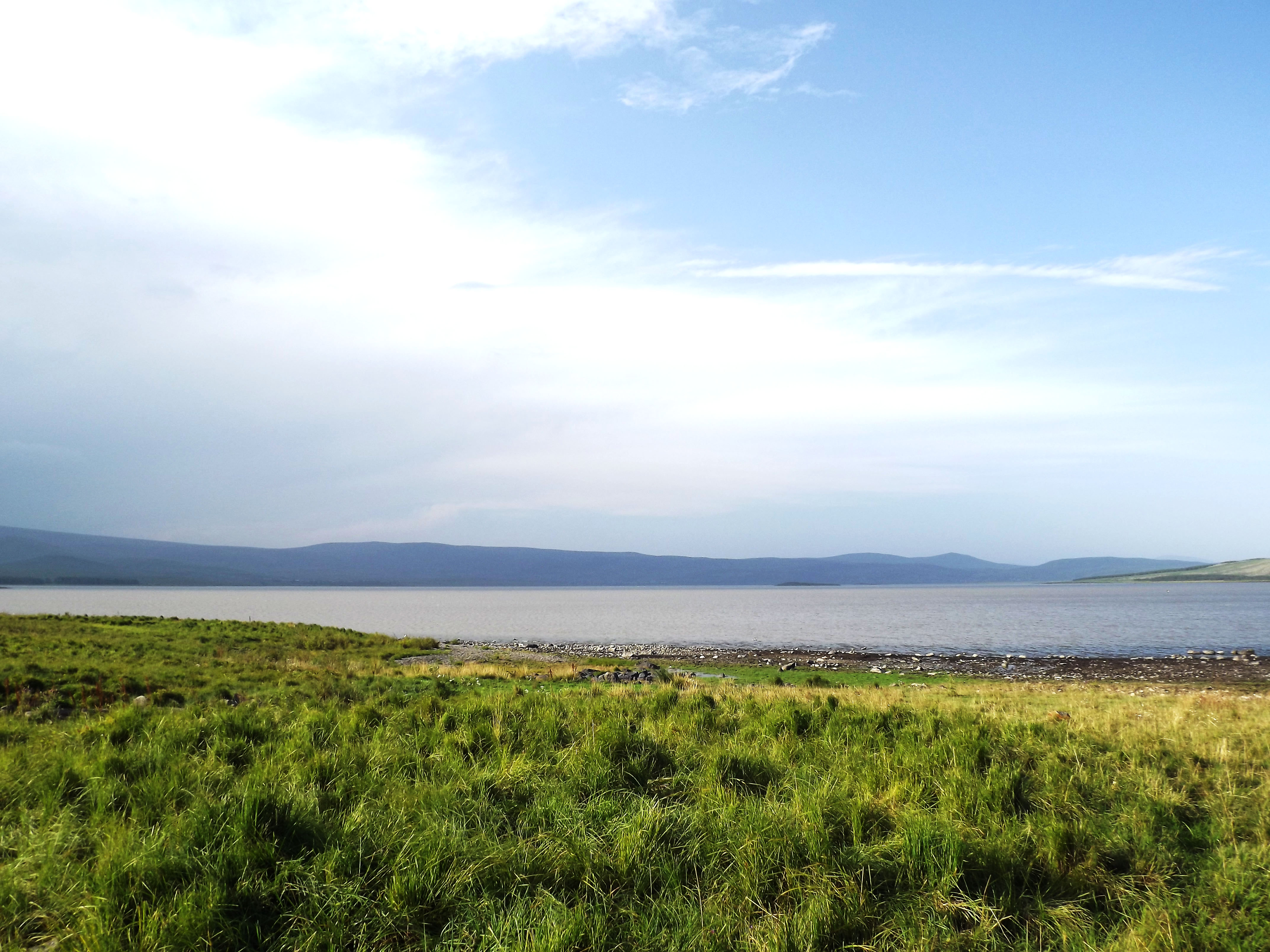
Parque nacional del lago Arpi

Geográficamente, la provincia está dominada por la meseta de Ashotsk, de 1900 a 2100 m de altitud, al norte, y por la llanura de Shirak, de 1400 a 1800 m de altitud, en el centro y sur. Al este, está bordeada por la cordillera de Javakheti, que la separa de Lorri; al norte, por las montañas Yeghnajagh, y al sur, por el macizo del Aragáts, un estratovolcán de 4095 m de altitud. Al oeste, el río Ajurián la separa de la provincia turca de Kars.
El embalse de Ajurián, entre Armenia y Turquía, es la principal reserva de agua de la región. En el extremo noroeste de la provincia se encuentra el lago Arpi (2025 m), de 22 km², convertido en un embalse, rodeado de montañas de 3000 m que lo separan de Georgia y Turquía. Esta zona de alta montaña, cubierta de herbazales, forma el parque nacional del Lago Arpi, con un área de 250 km². El lago es la fuente del río Ajurián, que fluye, primero hacia el este, y luego hacia el sur, pasando cerca de la ciudad de Gyumrí antes de convertirse en frontera.
Poco después del embalse de Ajurián, en el lado turco, se encuentran las ruinas de la antigua ciudad armenia de Ani, la ciudad de las 1001 iglesias, capital del reino de Ani, que es como se denominaba Armenia antes de su incorporación al Imperio bizantino.

## Cultura

### Fortalezas y yacimientos arqueológicos
- Fortaleza de Horom de la Edad de Bronce, reino de Urartu
- Fortaleza de Vahramaberd, de la época de Urartu, de 730-714 a. C.
- Distrito histórico de Kumari, de principios del siglo XIX,[4] en la ciudad de Gyumrí
- Fortaleza de Sev Berd de la década de 1840, en Gyumrí

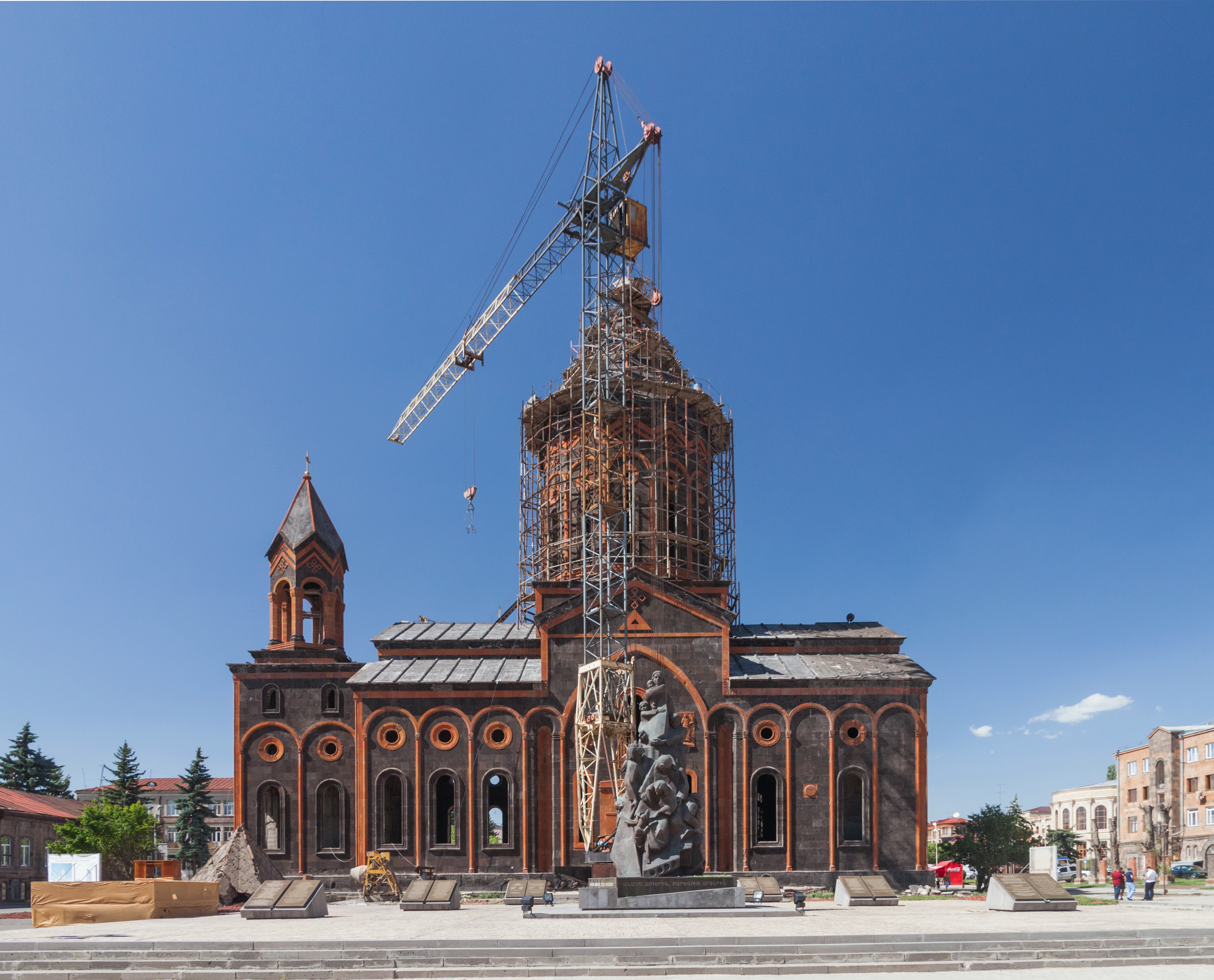
Iglesia del Santo Salvador, en Gyumrí, en reconstrucción en 2014

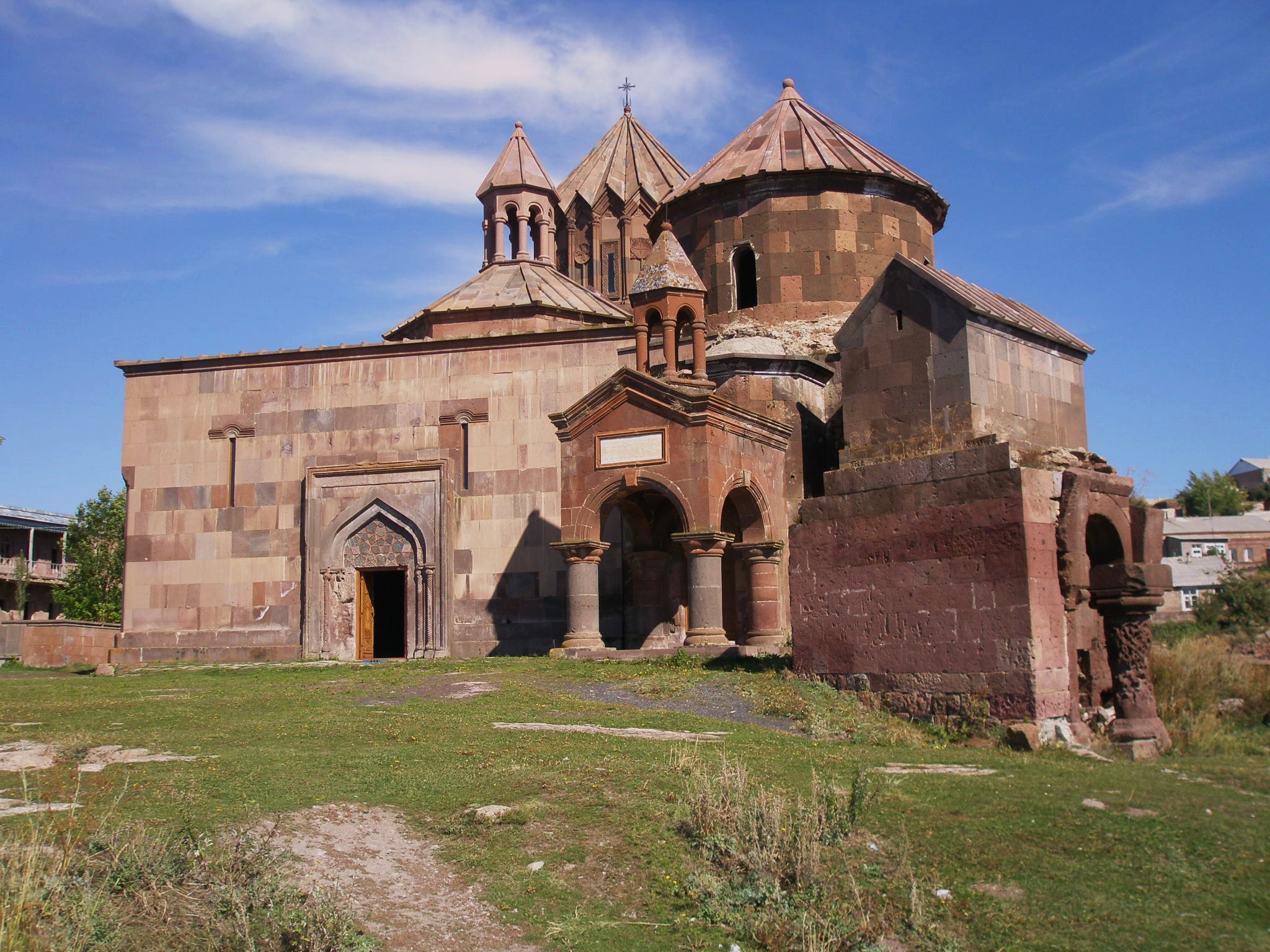
Monasterio de Harichavank

### Iglesias y monasterios
- Basílica de Yererouk, siglos IV-V, en ruinas
- Iglesia de Saint Mariné de Artik, del siglo V
- Monasterio de Hokevank, del siglo V
- Iglesia de Surp Gevork de Artik, siglos VI-VII
- Iglesia de Tiravor de Mayisyan, del siglo VII
- Iglesia de Lmbatavank, del siglo VII
- Monasterio de Harichavank, del siglo VIII
- Iglesia de Makaravank, en Pemzashen, del siglo X
- Monasterio de Marmashen, del siglo X
- Iglesia de San Pablo y San Pedro de Bardzrashen, siglos X-XIII
- Iglesia del Santo Salvador, en Gyumrí, de 1872,
- Catedral de la Santa Madre de Dios, en Gyumrí, de 1884.

### Religión
La mayoría de habitantes de la provincia de Shirak son armenios étnicos que pertenecen a la Iglesia apostólica armenia. El norte y centro de la provincia están bajo la jurisdicción de la Diócesis de Shirak, encabezada por el obispo Mikayel Ajapahyán, de la Catedral de la Santa Madre de Dios en Gyumrí, mientras que el sur pertenece a la diócesis de Artik.

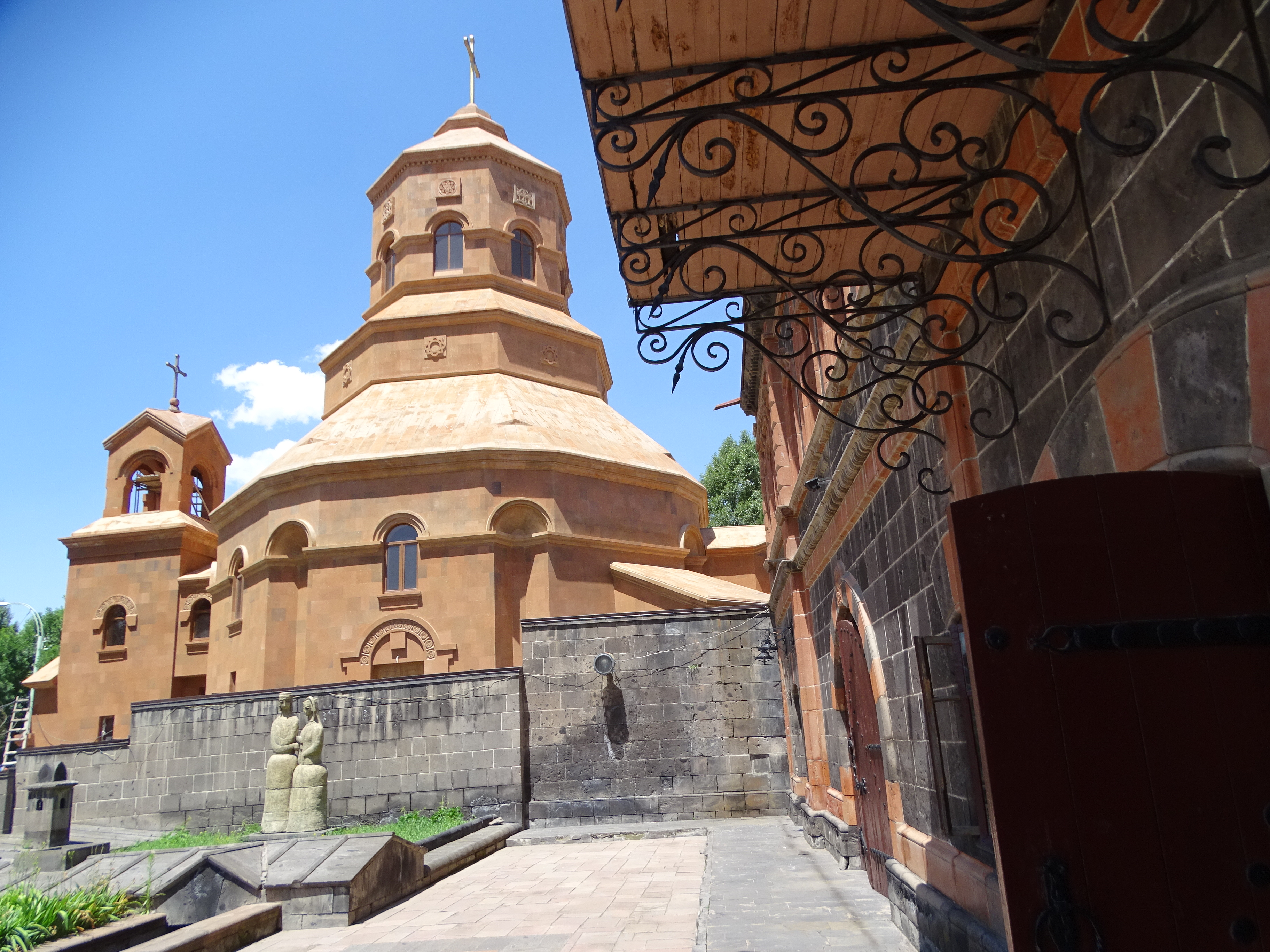
Catedral de los Santos Mártires en Gyumri

Hay una minoría de unos 30 000 católicos en Shirak, de los que 20 000 se encuentran en Gyumrí, y son mayoría en Arevik, Arpeni, Bavra, Ghazanchi, Marmashen, Mets Sepasar Panik, Sizavet y Azatán. En 2016, había nueve iglesias católicas en Shirak en funcionamiento. La catedral de los Santos Mártires en Gyumrí, es la sede del ordinariato para los fieles de rito armenio en Europa Oriental, encabezada por el arzobispo Raphaël François Minassian.
Hay una pequeña comunidad ortodoxa rusa en torno a la base militar rusa acantonada en Gyumrí, con las iglesias de Santa Alejandra Mártir, San Miguel Arcángel y San Arsenije.
En la pequeña ciudad de Shirakaván hay 30 yazidíes.